# Hans Richter (kunstenaar)

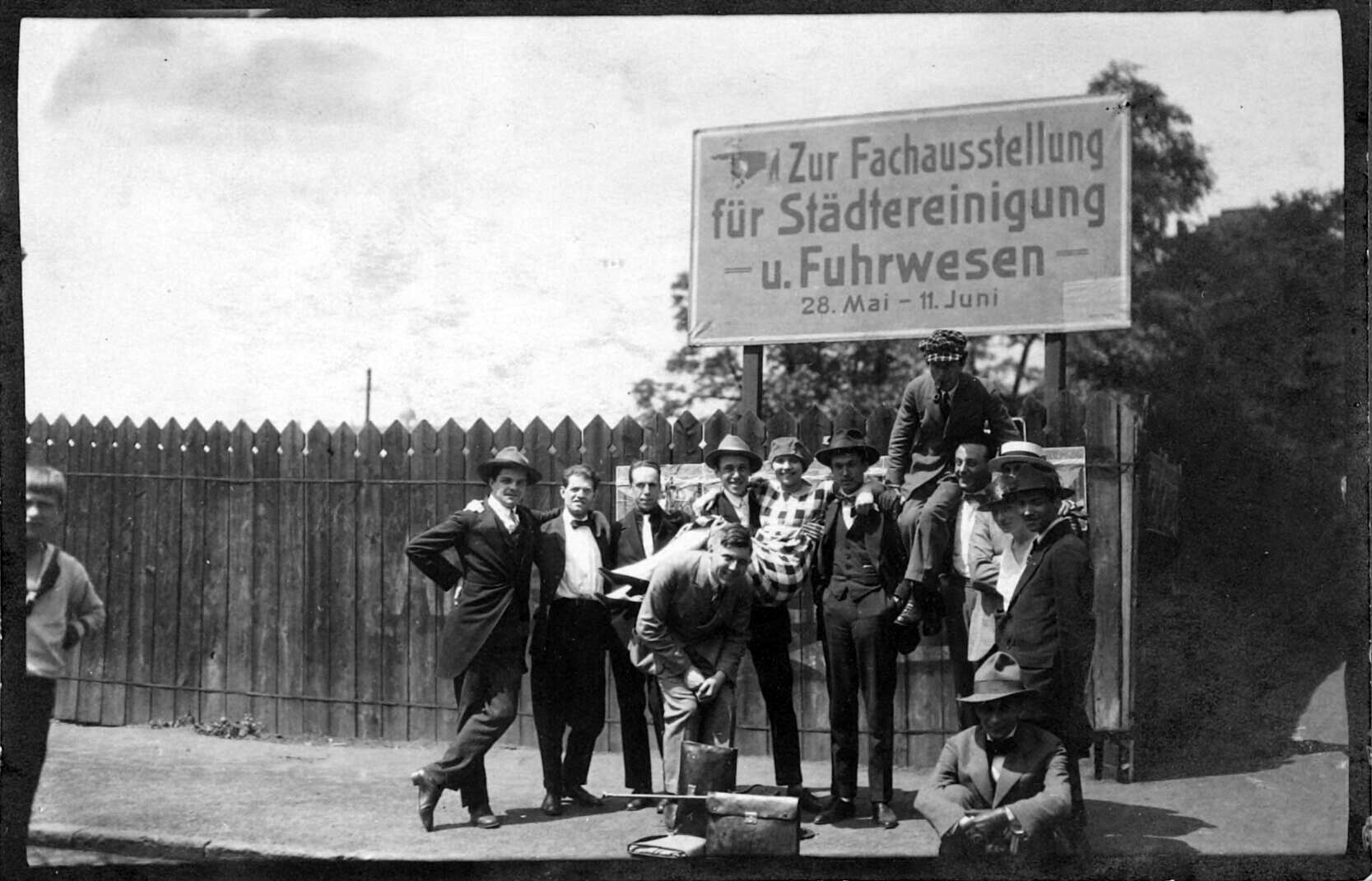
Van links naar rechts: onbekende, Werner Graeff, Raoul Hausmann, Theo van Doesburg, Cornelis van Eesteren, Hans Richter, Nelly van Doesburg, unknown (De Pistoris?), El Lissitzky, Ruggero Vasari, Otto Freundlich (?), Hannah Höch, Franz Seiwert en Stanislav Kubicki

Hans Richter (Berlijn, 6 april 1888 - Minusio (Zwitserland), 1 februari 1976) was een Duits schilder, graficus en filmmaker.

## Levensloop
Hans Richter volgt eerst een opleiding tot timmerman en studeert daarna aan de Universiteit van Berlijn, de Berliner Hochschule für Bildende Kunst en, in 1909, de Weimarer Akademie.
In 1913 heeft hij contact met futuristen en in 1914 met de kunstenaarsvereniging Der Sturm.
Tussen 1914 en 1916 is hij soldaat in de Eerste Wereldoorlog en keert als invalide naar huis. Daarna verblijft hij in Zürich waar hij in contact komt met verschillende dadaïsten en bovendien Viking Eggeling leert kennen, met wie hij zijn eerste experimentele films maakt.
In 1921 staat hij in verbinding met de kunstgroep De Stijl. Theo van Doesburg schrijft een artikel over de experimenten van Hans Richter en Viking Eggeling in het gelijknamig tijdschrift ('Abstracte filmbeelding', De Stijl, 4e jaargang, nummer 5 (mei 1921): p. 71-75.)
Van 30-31 mei 1922 is hij aanwezig op het Internationaal Congres van Progressieve Kunstenaars en ondertekent met Van Doesburg en Lissitzky het manifest van de 'Internationaler Fraktion der Konstruktivisten'.
Van 1923 tot 1926 geeft hij, samen met Werner Graeff en Ludwig Mies van der Rohe het tijdschrift G. Material zur elementaren Gestaltung uit, dat kortweg G genoemd werd.
In 1926/1927 richt hij de Gesellschaft Neuer Film op (met Guido Bagier en Karl Freund). Hij heeft contact met het Volksfilmverband (Heinrich Mann, Béla Balasz). In 1929/1930 richt hij de Deutsche Film-Liga op.
In 1933 vlucht hij via Nederland en Frankrijk naar Zwitserland, en belandt uiteindelijk in 1940/1941 in de Verenigde Staten. In 1947 wordt hij docent aan het filminstituut van het City College in New York.

## Werk

### Publicaties
- Hans Richter (april 1922) 'Erklärung vor dem Kongress der internationaler fortschrittlicher Künstler', De Stijl, 5e jaargang, nummer 4, pp. 57-59.
- Theo van Doesburg, El. Lissitzky, Hans Richter (april 1922) 'Erklärung', De Stijl, 5e jaargang, nr. 4, pp. 61-64. Zie transcriptie Bernd Eichhorn.
- Théo van Doesburg, Hans Richter, El Lissitzky, Karel Maes en Max Burchartz (augustus 1922) 'K.I. Konstruktivistische Internationale schöpferische Arbeitsgemeinschaft/I.C. Union Internationale des Constructeurs néo-plasticistes/K.I. Konstruktivistische Internationale beeldende Arbeidsgemeenschap', De Stijl, 5e jaargang, nummer 8, pp. 113-119.
- Hans Richter (juni 1922) 'Film', De Stijl, 6e jaargang, nummer 6, pp. 91-92.

### Grafiek
- Zonder titel. Houtsnede. Afkomstig uit Dada, nummer 3 (december 1918): p. 6. Zie Digital Dada Library.
- Zonder titel. Houtsnede. Afkomstig uit Dada, nummer 3 (december 1918): p. 7. Zie Digital Dada Library.
- Zonder titel. Houtsnede. Afkomstig uit Dada, nummer 3 (december 1918): p. 9. Zie Digital Dada Library.
- Zonder titel. Afkomstig uit Dada, nummer 4/5 (15 mei 1919): p. 10. Zie Digital Dada Library.

### Tekeningen
- Fuga (filmproject). 1920. Potlood op papier. 47 × 279,4 cm. New York, Museum of Modern Art.

### Films
- Filmcompositie zwaar-licht. Zie De Stijl, 5e jaargang, nummer 2 (februari 1922): ills. tussen pp. 24 en 25.
- Ritme 21. 1921. Zie UbuWeb.
- Ritme 23. 1923. Zie UbuWeb.
- Vroege spoken. 1927. Zie YouTube.
- Inflatie. 1928. Zie UbuWeb.
- Wedren Symfonie. 1928. Zie UbuWeb.
- Alles draait alles lost zich op. Zie UbuWeb.
- Alledaags. 1929.
- Een wonder van 2 pfennig. 1930. Zie UbuWeb.
- Dreams That Money Can Buy. 1948.